# HMS Pioneer (R76)
L'HMS Pioneer (Pennant number R76), nona nave da guerra della Royal Navy britannica a portare questo nome, è stata una portaerei classe Colossus. Costruita nei cantieri Vickers-Armstrong, venne impostata il 2 dicembre 1942 e in origine chiamata Ethalion e successivamente Mars. Prima del completamento il progetto venne modificato in seguito al successo della portaerei di servizio e manutenzione Unicorn, con l'eliminazione del ponte di volo corazzato e delle catapulte in favore di ampie zone officina. L'unità, cambiato ulteriormente nome in Pioneer nel luglio 1944 entrò quindi in servizio l'8 febbraio 1945.

## Servizio
Dopo l'ingresso in servizio la Pioneer servì nel Pacifico occidentale negli ultimi mesi della seconda guerra mondiale. Si trovava a Manila nel momento della resa delle forze giapponesi nell'area. Dopo la fine del conflitto venne utilizzata per scaricare in mare al largo delle coste australiane aerei non più in servizio, ritornando quindi in patria. Venne trasferita in riserva nel 1946 rimanendovi per sette anni. Nel 1953 venne richiamata in servizio per trasportare aerei, prima di venire definitivamente ritirata per essere venduta nel settembre 1954. Venne quindi demolita ad Inverkeithing.